# Locre
Locre (Loker en néerlandais) est une section de la commune belge de Heuvelland située en Région flamande dans la province de Flandre-Occidentale. C'était une commune à part entière avant la fusion des communes de 1977.

## Démographie

### Évolution démographique
- Sources : INS, Rem. : 1831 jusqu'en 1970 = recensements, 1976 = nombre d'habitants au 31 décembre[3].

## Histoire
La commune a été touchée par la Première Guerre mondiale car située sur la zone de front occidental des combats.
Des troupes ont cantonné en novembre 1914 dans le village.

## Personnalités liées à la commune
- Marc Boasson (1886-1918),  écrivain français tué à Locre le 29 avril 1918. Son nom est inscrit au Panthéon dans la liste des 560 écrivains morts pour la France.

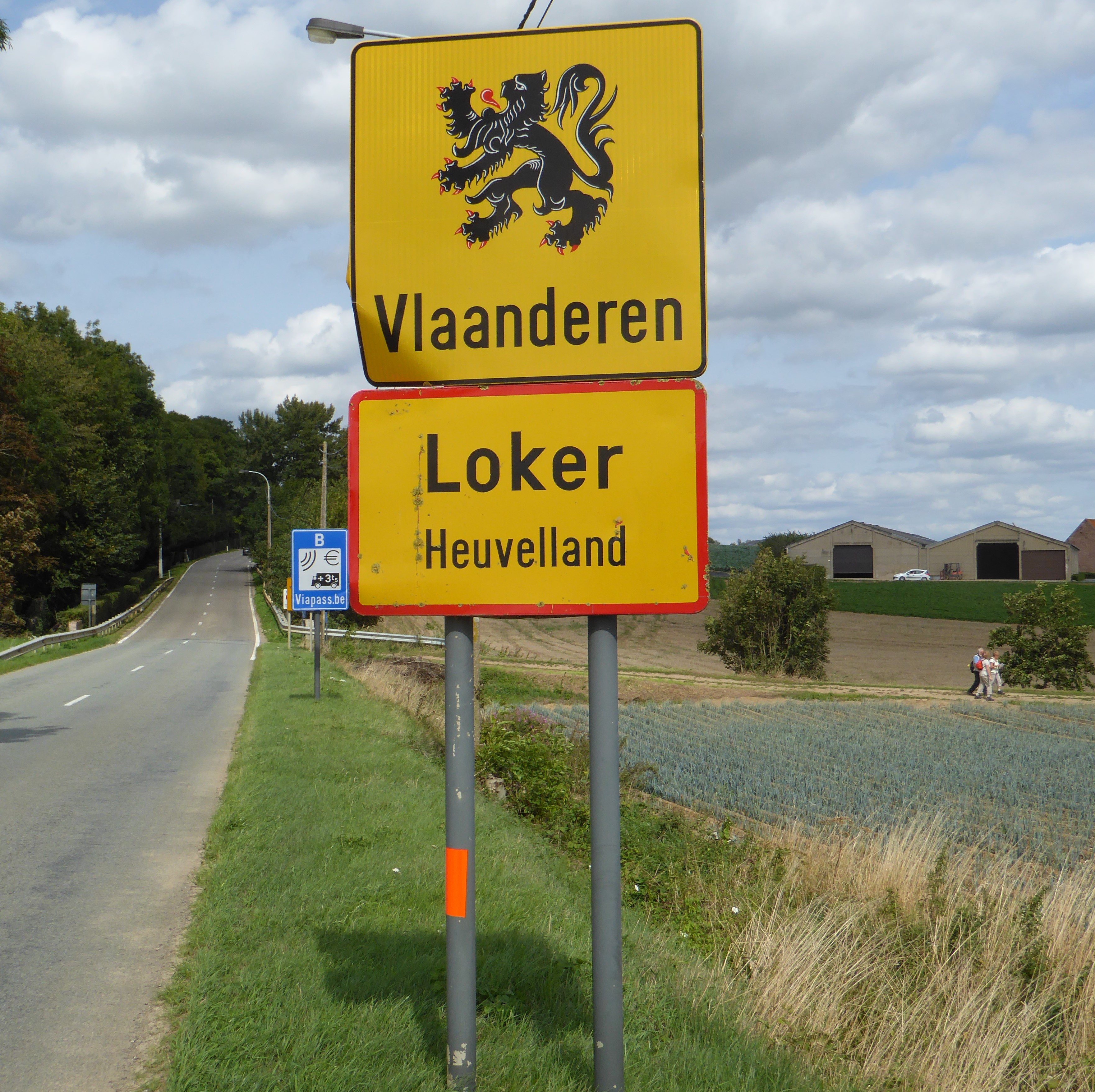
Panneau indiquant l'entrée à Locre.

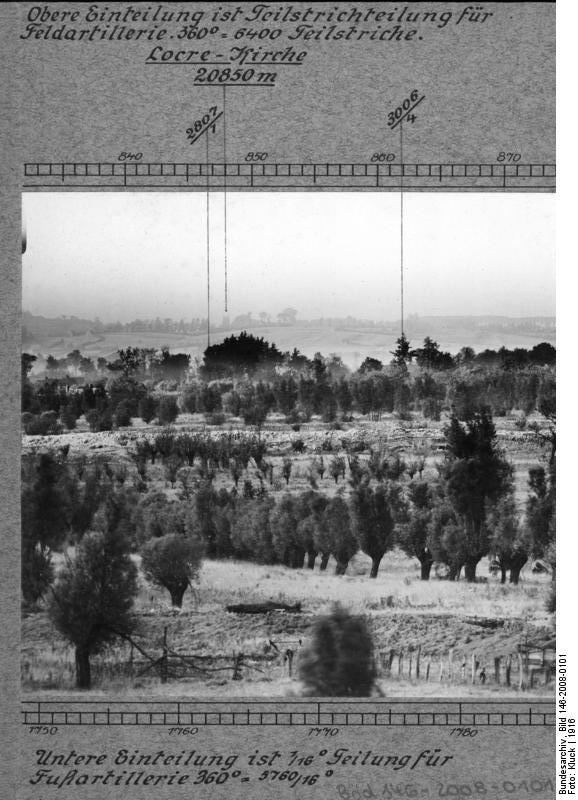
Photo d'archive de guerre allemande présentant au loin le clocher le Locre (à 20850 m de l'objectif). C'est une des rares photographies qui donne une idée du paysage verdoyant de cette région en 1916